# Buczynowa Przełęcz
Buczynowa Przełęcz (słow. Bučinové sedlo, niem. Buczynowascharte, węg. Buczynowa-csorba) – wąska, głęboka przełęcz w długiej wschodniej grani Świnicy w polskich Tatrach Wysokich, w grupie Buczynowych Turni, położona na wysokości 2127 m n.p.m., pomiędzy Wielką Buczynową Turnią a Małą Buczynową Turnią. Przełęcz oddziela od siebie dolin Pańszczycę i Dolinkę Buczynową. Zarówno na północ, do Zadnich Usypów w Pańszczycy, jak i na południe, do Dolinki Buczynowej opadają z niej piarżyste i łatwe do przejścia żleby.
Pierwotnie przez tę przełęcz był poprowadzony szlak Orlej Perci. Obecnie przechodzi on łatwiejszym wariantem przez żleb poniżej przełęczy (od strony Buczynowej Dolinki). Zimą przełęcz stanowi najbezpieczniejsze połączenie Dolinki Buczynowej i doliny Pańszczycy.

## Historia zdobycia
Pierwsze odnotowane wejścia turystyczne:
- latem – ks. Walenty Gadowski z trzema osobami towarzyszącymi i tragarzem Jędrzejem Parą, 1900 r.,
- zimą – Józef Lesiecki, Leon Loria, 3 kwietnia 1911 r.[2]

## Taternictwo
Oprócz przejścia graniowego na przełęcz prowadzą dwie drogi wspinaczkowe:
- Północnym żlebem, z Pańszczycy; stopień trudności 0+ w skali tatrzańskiej, czas przejścia 45 min,
- Z Dolinki Buczynowej; +, 30 min[3].

Obecnie dopuszczalna jest wspinaczka tylko od strony Dolinki Buczynowej.